# Monumento de la lengua afrikáans
El Monumento de la lengua afrikáans (en afrikáans: Afrikaanse Taalmonument; en inglés:Afrikaans Language Monument) está situado en una colina con vistas a Paarl, Provincia Occidental del Cabo, en Sudáfrica. Fue inaugurado el 10 de octubre de 1975 para conmemorar el semicentenario de la declaración del afrikáans como lengua oficial de Sudáfrica separada del neerlandés. Además, fue erigido en el 100 aniversario de la fundación de la "Genootskap van Regte afrikaners" (la Compañía de Bienes afrikáneres) en Paarl, la organización que ayudó a fortalecer la identidad y el orgullo afrikáner en su idioma.